# Somiedo
Somiedo község Spanyolországban, Asztúria autonóm közösségben. Somiedo Cangas del Narcea, Tineo, Belmonte de Miranda, Teverga, San Emiliano, Cabrillanes és Villablino községekkel határos. Lakosainak száma 1065 fő (2024).

## Népesség
A település népessége az utóbbi években az alábbiak szerint változott:
| Lakosok száma | 1616 | 1527 | 1494 | 1435 | 1354 | 1281 | 1142 | 1153 | 1100 | 1065 |
|               | 2001 | 2004 | 2007 | 2009 | 2012 | 2014 | 2017 | 2019 | 2022 | 2024 |